# گلد کی لیک (پنسیلوانیا)
گلد کی لیک (به انگلیسی: Gold Key Lake) یک منطقهٔ مسکونی در ایالات متحده آمریکا است که در شهرستان پایک، پنسیلوانیا واقع شده‌است. گلد کی لیک ۱٬۸۳۰ نفر جمعیت دارد.